# بيت حيدان (همدان)

تعديل مصدري - تعديل

بيت حيدان هي إحدى قرى عزلة ربع همدان بمديرية همدان التابعة لمحافظة صنعاء، بلغ تعداد سكانها 281 نسمة حسب تعداد اليمن لعام 2004.